# Bud Collins
Pour les articles homonymes, voir Collins.
Arthur Worth Collins dit Bud Collins (né le 17 juin 1929 à Lima dans l'Ohio et mort le 4 mars 2016 à Brookline dans le Massachusetts) est un journaliste, écrivain et commentateur sportif américain pour la télévision.

## Biographie
Bud Collins fait ses études à la Boston University College of Communication, puis à l'Université Baldwin Wallace dans l'Ohio et enfin à l'Université de Boston jusqu'en 1954. Durant cette période, il est entraîneur de l'équipe de tennis de l'Université Brandeis. Lui-même joueur de bon niveau, il remporte en 1961 l'US Indoor en double mixte avec Janet Hopps.
Il commence sa carrière de journaliste sportif au Boston Herald, à la fin des années 1950. En 1963, il continue cette activité pour le Boston Globe tout en commençant de commenter le tennis pour la chaîne de télévision WGBH. En 1967, il est candidat pour la mairie de Boston.
Il a ensuite commenté pour CBS Sports de 1968 à 1972, puis NBC Sports de 1972 à 2007, et également pour PBS de 1974 à 1977, et ESPN en 2007.
Bud Collins est plus particulièrement connu pour ses grandes connaissances de l'histoire du tennis, rédigeant notamment plusieurs encyclopédies, dont la Bud Collins' Modern Encyclopedia of Tennis en 1980, régulièrement mise à jour.
Il était également réputé pour ses tenues excentriques et collectionnait des tissus du monde entier pour se faire fabriquer ses pantalons.
Après son décès, l'écrivain et journaliste américain Mike Lupica (en) a estimé que « jamais personne plus que lui n'a autant défendu ni représenté un sport dans notre pays ».

## Publications
- 1971 : The Education of a Tennis Player (avec Rod Laver)
- 1974 : Evonne! On the Move (avec Evonne Goolagong Cawley)
- 1980 : Bud Collins' Modern Encyclopedia of Tennis
- 1989 : My Life With the Pros (mémoires)
- 2010 : History of Tennis: An Authoritative Encyclopaedia and Record Book

## Distinctions
- Membre de l'International Tennis Hall of Fame depuis 1994
- Red Smith Award (en) (distinction des journalistes sportifs d'Associated Press) en 1999
- Membre du National Sportscasters and Sportswriters Association (en) Hall of Fame depuis 2002